# جوليا سلينغو
السيدة جوليا ماري سلينغو (بالإنجليزية: Julia Slingo)‏ ( اللقب قبل الزواج ووكر Walker)، عالمة أرصاد وعالمة مناخ بريطانية مواليد 13 ديسمبر 1950). كانت كبيرة العلماء في مكتب الأرصاد الجوية منذ عام 2009. وهي أيضًا أستاذة زائرة في قسم الأرصاد الجوية بجامعة ريدينغ، حيث شغلت، قبل تعيينها في مكتب الأرصاد الجوية، مناصب مديرة أبحاث المناخ في مجلس أبحاث البيئة الطبيعية (NERC) المركز الوطني لعلوم الغلاف الجوي، والمديرة المؤسسة لمعهد ووكر لأبحاث نظام المناخ.     
من عام 2015 إلى عام 2016 كانت واحدة من أعضاء مجموعة المستشارين العلميين رفيعة المستوى لآلية المشورة العلمية للمفوضية الأوروبية، وهي جزء من المديرية العامة للبحث والابتكار. 

## النشأة والتعليم
ولدت جوليا ماري ووكر في 13 ديسمبر 1950 في كينيلورث، وارويكشاير. تلقّت تعليمها في مدرسة كينغز الثانوية للبنات، وهي مدرسة مستقلة للفتيات في وارويك. درست الفيزياء في جامعة بريستول وتخرجت بدرجة بكالوريوس العلوم عام 1973.
عام 1988، حصلت على درجة الدكتوراه في الفلسفة من نفس الجامعة. 

## العمل والأبحاث
بعد حصولها على الشهادة الجامعية، انضمت إلى مكتب الأرصاد الجوية، حيث أصبحت عالمة أولى في قسم الأرصاد الجوية الديناميكية. ركز بحثها على السُحُب وتفاعلاتها مع بقية مكونات الغلاف الجوي، وكانت رائدة في طرق جديدة لتمثيل السحب في تنبؤات الطقس ونماذج المناخ.  عام 1985، تركت مكتب الأرصاد الجوية في المركز الأوروبي للتنبؤات الجوية متوسطة المدى (ECMWF) في ريدينغ في المملكة المتحدة، ثم انتقلت السيدة جوليا في عام 1986 إلى المركز الوطني لأبحاث الغلاف الجوي (NCAR) في الولايات المتحدة الأمريكية. أثناء وجودها في المركز الوطني، حصلت في عام 1989 على درجة الدكتوراه في فيزياء الغلاف الجوي من جامعة بريستول، عن أطروحة أكملتها من خلال سلسلة من الأوراق المنشورة.
عام 1990، عادت سلينغو إلى المملكة المتحدة للانضمام إلى قسم الأرصاد الجوية بجامعة ريدينغ، حيث أسست مجموعة تبحث في المناخ الاستوائي. أصبحت باحثة أصيلة في تقلّب المناخ المداري والحمل الركامي وتأثيره على المناخ العالمي ودوره في التنبؤ بالمناخ الموسمي عبر العقود، وقادت تطوير جيل جديد من النماذج المناخية عالية الدقة. نشأ لديها اهتمام خاص بالرياح الموسمية في الهند والصين، حيث عملت بشكل وثيق مع العلماء في كلا البلدين. في الآونة الأخيرة، كانت تحقق أيضًا في آثار التغييرات على موارد المياه وإنتاج المحاصيل، والحاجة إلى تمثيلٍ أفضل للدورة الهيدرولوجية في النماذج المناخية. أصبحت السيدة جوليا أول أستاذة أنثى للأرصاد الجوية في المملكة المتحدة. عام 2006 أسست معهد ووكر لأبحاث نظام المناخ في ريدينغ، بهدف معالجة التحديات متعددة التخصصات لتغير المناخ وتأثيراته.
بصفتها كبيرة العلماء في مكتب الأرصاد الجوية، كانت سلينغو مسؤولة عن توفير الإستراتيجية العلمية والتقنية، وضمان التزام المنظمة بالمعايير العلمية والتقنية الجيدة، وتوجيه وإدارة البحث والتطوير داخل مكتب الأرصاد الجوية. وهي تمثل أيضًا مكتب العلوم والتكنولوجيا في الحكومة.
في آذار (مارس) 2012، قالت سلينغو أن انخفاض الجليد البحري في القطب الشمالي الناجم عن تغير المناخ ربما كان مرتبطًا بطقس شتوي أكثر برودة وجفافًا في المملكة المتحدة. في فبراير 2014، قالت أنه من المرجح أن تغير المناخ يلعب دوراً في حدوث العواصف والفيضانات التي شهدتها بريطانيا منذ عدة أشهر.  
من الجدير بالذكر أن مجلس أبحاث البيئة الطبيعية (NERC) قد موّل أبحاثها.

### والجوائز والتكريمات
عُيّنت سلينغو ضابطًا في وسام الإمبراطورية البريطانية (OBE) عام 2008 لخدمات علوم البيئة والمناخ. حصلت على ترقية لرتبة سيدة قائد ضمن وسام الإمبراطورية البريطانية (DBE) عام 2014 مع مرتبة الشرف للعام الجديد لخدمات علوم الطقس والمناخ.
مُنحت سلينغو جائزة بوشان من الجمعية الملكية للأرصاد الجوية عام 1998. حصلت على درجات دكتوراه فخرية في العلوم من جامعة بريستول عام 2010، وجامعة ريدينغ عام 2011.
عام 2014، اختيرت سلينغو واحدةً من 100 عالم ممارس رائد في المملكة المتحدة من قبل مجلس العلوم. انتُخبت أيضًا زميلة في الجمعية الملكية (FRS) في عام 2015. في نفس العام حصلت على جائزة المنظمة الدولية للأرصاد الجوية من المنظمة العالمية للأرصاد الجوية.
كانت سلينغو أول أستاذة في علم الأرصاد الجوية في المملكة المتحدة. في عام 2008، أصبحت أول امرأة تتولى رئاسة الجمعية الملكية للأرصاد الجوية. أجرى معها جيم الخليلي مقابلة في The Life Scientific عام 2014.
حصلت على وسام كارل جوستاف روسبي للأبحاث الذي تقدمه الجمعية الأمريكية للأرصاد الجوية، وذلك عام 2020.

## الحياة الشخصية
تزوجت سلينغو من أنتوني سلينغو عام 1978، وهو عالم بيئي توفي عام 2008. كان لديهما ابنتان: ماري وآنا. وهي تعيش حالياً في سيدماوث في ديفون.